# Eisenbek
|  | Per a altres significats, vegeu «Isebek». |

L'Eisenbek, en baix alemany Isenbek, és un afluent del riu Sielbek a Alemanya. Neix a la vora del municipi Jersbek a l'estat de Slesvig-Holstein. Desemboca al Sielbek a la frontera dels municipis Bargfeld-Stegen i Jersbek. Passa pel bosc de Gräfenloh i desguassa via el Sielbek a l'Alster a l'Elba fins al mar del nord. Segons el pla de protecció i de connexió dels biòtops de Slesvig-Holstein del 1999, l'Eisenbek és "un riu parcialment rectificat a una terra baixa a la qual cal renaturalitzar les ribes i tornar a deixar desenvolupar-se biotops molls."
El nom deriva probablement d'un nom comú (frisó o fràncic) 'is' que significa i s'aparenta etimològicament amb 'aigua' al qual s'ha sufixat més tard el mot baix alemany bek (rierol). L'arrel 'is' es troba en molts topònims i noms de rius: l'Isar i l'Ise (Alemanya), l'Eijserbeek, el riu Aa (Països Baixos), l'IJse i l'IJzer (Bèlgica).

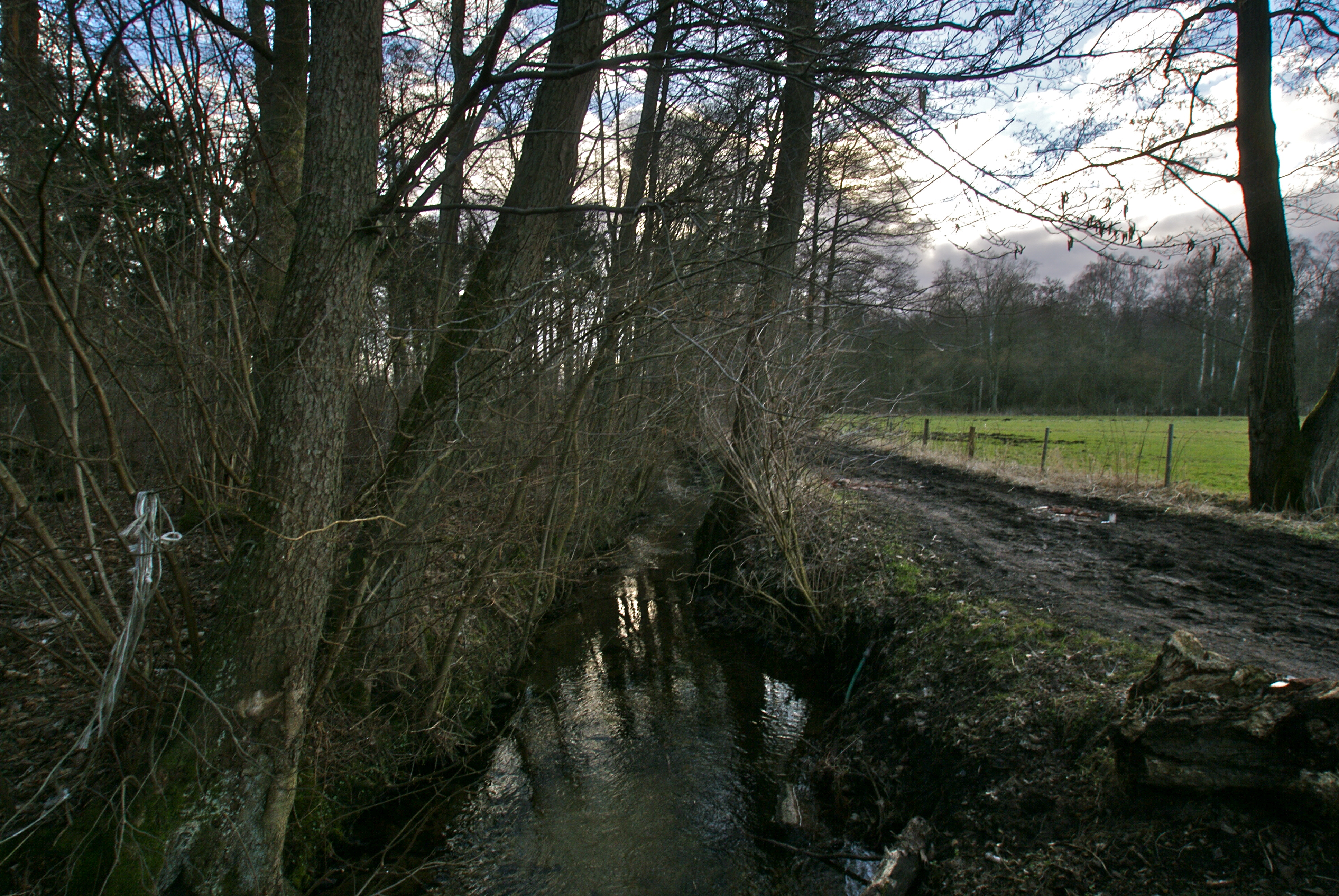
El sender quasi impractibable
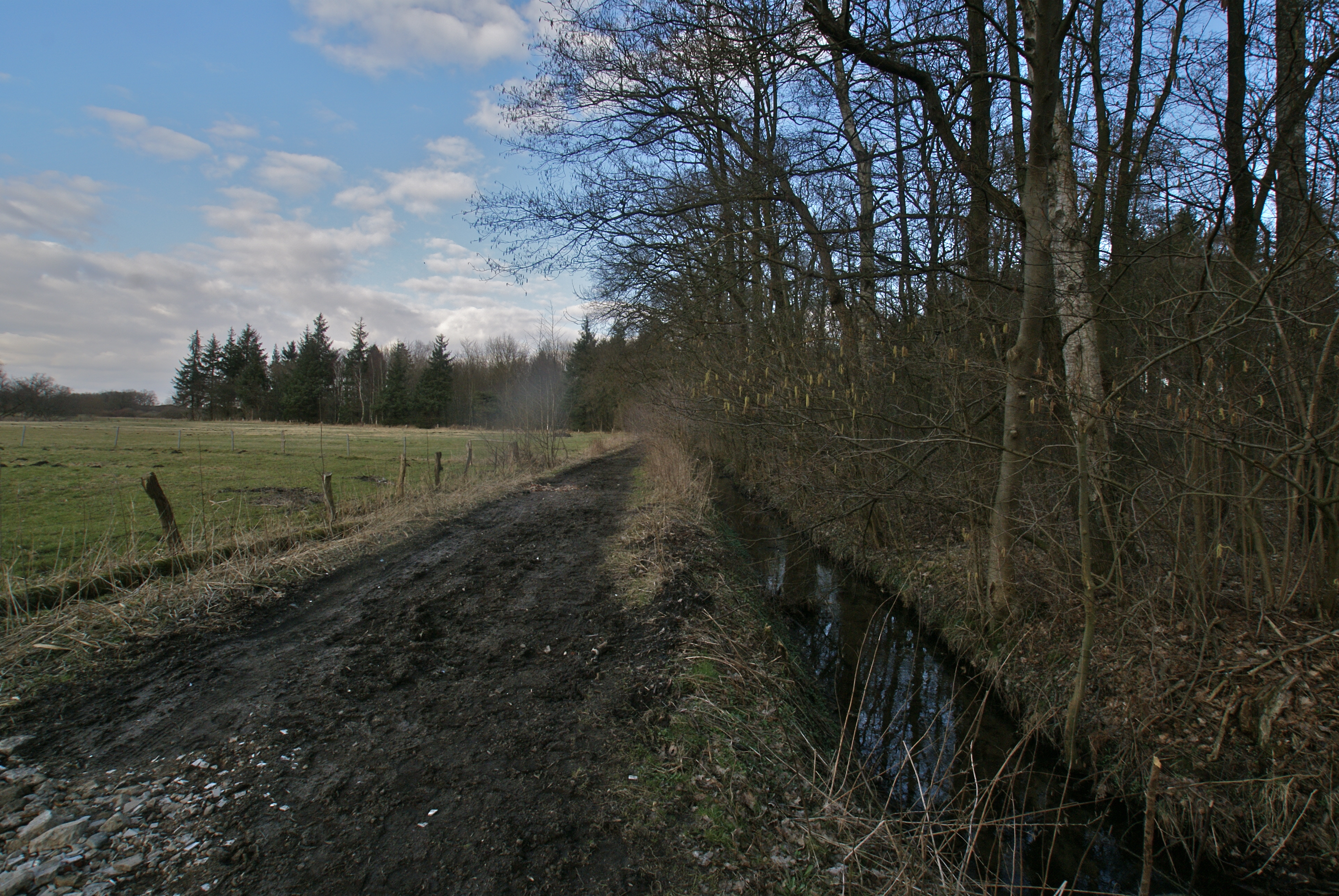
Al bosc de Gräfenlohe
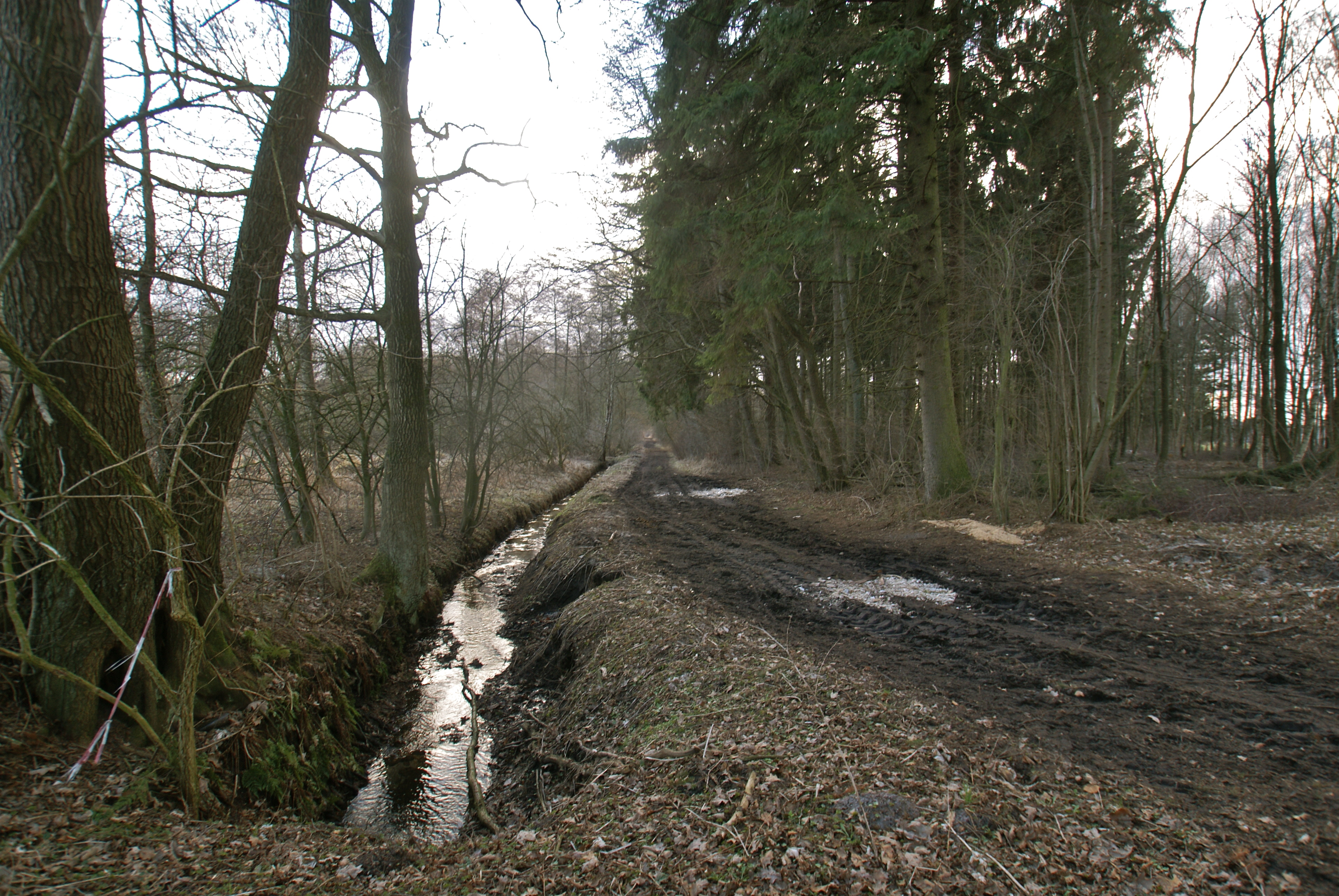
Al bosc de Gräfenlohe

## Afluent
- Hardebek